# Předvolební průzkumy k volbě prezidenta České republiky 2023
Tato stránka obsahuje průzkumy veřejného mínění, které proběhly v souvislosti s volbou prezidenta České republiky v roce 2023.

## První kolo

### Průzkumy po podání kandidatur
| Datum                 | Agentura              | Počet respondentů | Petr Pavel | Andrej Babiš | Danuše Nerudová | Jaroslav Bašta | Pavel Fischer | Marek Hilšer | Karel Diviš | Josef Středula | Tomáš Zima | Denisa Rohanová | Karel Janeček | Ostatní |
| --------------------- | --------------------- | ----------------- | ---------- | ------------ | --------------- | -------------- | ------------- | ------------ | ----------- | -------------- | ---------- | --------------- | ------------- | ------- |
| 5. – 9. 1. 2023       | Median                | 1 024             | 29,5       | 26,5         | 21              | 7              | 6             | 4            | 2,5         | 2,5            | 0,5        | —               | —             | —       |
| 5. – 8. 1. 2023       | Ipsos                 | 1 067             | 27,8       | 28,6         | 24,6            | 5,8            | 5             | 3,3          | 2           | 2,2            | 0,6        | —               | —             | —       |
| 2. – 5. 1. 2023       | Data Collect a Kantar | 1 265             | 27,5       | 26,5         | 22              | 7              | 8             | 3,5          | —           | 3              | —          | —               | —             | 2,5     |
| 2. – 4. 1. 2023       | STEM                  | 2 008             | 26,7       | 27,9         | 24,4            | 5,4            | 6,4           | 3,4          | 1,6         | 3,0            | 1,4        | —               | —             | —       |
| 27. – 29. 12. 2022    | Median                | 1 016             | 28,7       | 28,5         | 25,1            | 3,5            | 4,3           | 4,4          | 2,3         | 2,4            | 0,7        | —               | —             | —       |
| 8. – 19. 12. 2022     | Median                | 1 000             | 28         | 24,5         | 27,5            | 3,5            | 5,5           | 5            | 1           | 4              | 1          | —               | —             | —       |
| 5. – 14. 12. 2022     | Data Collect a Kantar | 1 243             | 26,5       | 26,5         | 27              | 3,5            | 6             | 4            | —           | 3              | —          | —               | —             | 3,5     |
| 29. 11. – 9. 12. 2022 | STEM                  | 2 605             | 23         | 30,1         | 26,5            | 2,9            | 6,2           | 5,1          | 0,9         | 3,9            | 1,5        | —               | —             | —       |
| 9. 11. – 7. 12. 2022  | Median                | 1 010             | 23,5       | 26,5         | 28              | 2,5            | 5,5           | 3,5          | —           | 3,5            | —          | 0,5             | 2             | 4,5     |
| 25. – 28. 11. 2022    | Ipsos                 | 1 009             | 25,3       | 29,7         | 25              | 3,6            | 6,4           | 4,2          | —           | 3,1            | 1,2        | 1,5             | —             | —       |
| 14. – 23. 11. 2022    | Data Collect a Kantar | 1 238             | 26,5       | 27           | 23,5            | —              | 5,5           | 4            | —           | 4              | —          | —               | 2,5           | 7       |

### Průzkumy před podáním kandidatur

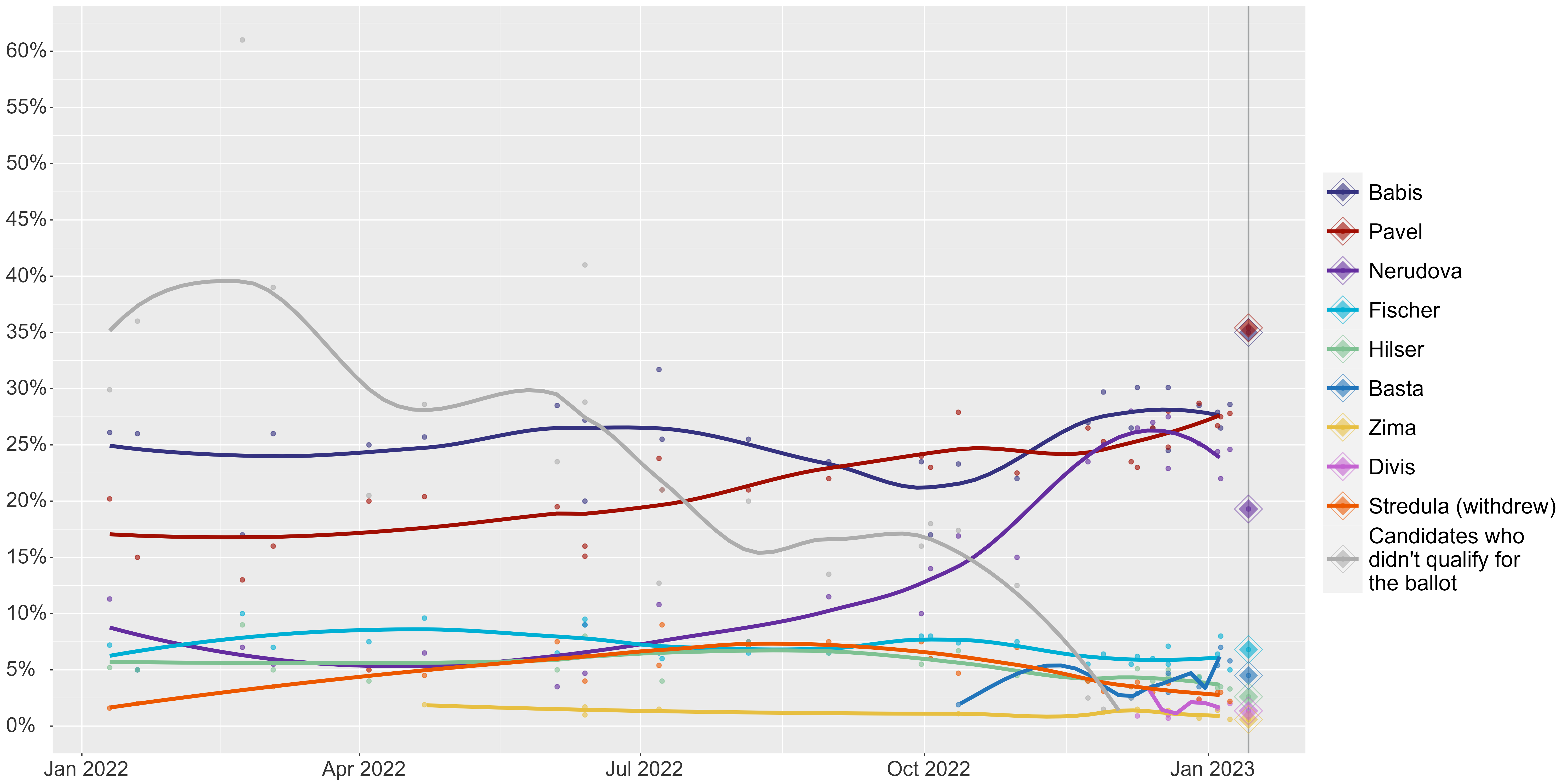
Preference kandidátů

| Datum                 | Agentura | Počet respondentů | Petr Pavel | Andrej Babiš | Danuše Nerudová | Pavel Fischer | Josef Středula | Marek Hilšer | Miroslava Němcová | Alena Vitásková | Václav Klaus | Karel Janeček | Jaroslav Bašta | Tomáš Zima | Tomáš Březina | Michael Kocáb | Lenka Bradáčová | Miloš Vystrčil | Alena Schillerová | Karel Havlíček |
| --------------------- | -------- | ----------------- | ---------- | ------------ | --------------- | ------------- | -------------- | ------------ | ----------------- | --------------- | ------------ | ------------- | -------------- | ---------- | ------------- | ------------- | --------------- | -------------- | ----------------- | -------------- |
| 1. 10. – 31. 10. 2022 | Median   | 1 005             | 22,5       | 22           | 15              | 7,5           | 7              | 4,5          | 4                 | 3,5             | 2            | 1,5           | —              | —          | —             | —             | —               | —              | —                 | —              |
| 7. 10. – 12. 10. 2022 | Ipsos    | 1 026             | 27,9       | 23,3         | 16,9            | 7,4           | 4,7            | 6,7          | —                 | 3,0             | —            | 6,2           | 1,9            | 1,1        | 0,9           | —             | —               | —              | —                 | —              |
| 27. 9. – 3. 10. 2022  | STEM     | 1 003             | 23         | 17           | 14              | 8             | 5              | 6            | —                 | 3               | —            | 2             | 1              | 1          | 1             | —             | —               | —              | 8                 | 7              |
| 4. – 10. 10. 2022     | SANEP    | 2 563             | 28,8       | —            | 23,7            | —             | —              | —            | —                 | —               | —            | —             | 26,1           | —          | 21,4          | —             | —               | —              | —                 | —              |
| 1. 9. – 30. 9. 2022   | Median   | 1 010             | 24,0       | 23,5         | 10,0            | 8,0           | 7,5            | 5,5          | 5,5               | —               | 3,5          | 3,5           | —              | —          | —             | —             | —               | —              | —                 | —              |
| 1. 8. – 31. 8. 2022   | Median   | 1 003             | 22,0       | 23,5         | 11,5            | 6,5           | 7,5            | 6,5          | 3,5               | —               | 3,0          | 2,5           | —              | —          | —             | 2,0           | 2,0             | —              | —                 | —              |
| 24. 6. – 5. 8. 2022   | Median   | 1 002             | 21,0       | 25,5         | 7,5             | 6,5           | 7,0            | 7,5          | 5,5               | 3,0             | 3,0          | 3,5           | —              | —          | —             | —             | 1,5             | —              | —                 | —              |
| 18. 5. – 8. 7. 2022   | Median   | 1 038             | 21,0       | 25,5         | 7,0             | 6,0           | 9,0            | 4,0          | 4,5               | 2,5             | 3,0          | 3,0           | —              | —          | —             | 2,0           | 3,0             | —              | —                 | —              |
| 30. 6. – 7. 7. 2022   | Ipsos    | 1 003             | 23,8       | 31,7         | 10,8            | 6,5           | 5,4            | 7,5          | —                 | —               | —            | 3,2           | —              | 1,5        | —             | —             | —               | 4,8            | —                 | —              |

| Datum                | Agentura | Počet respondentů | Andrej Babiš | Petr Pavel | Pavel Fischer | Miroslava Němcová | Danuše Nerudová | Miloš Vystrčil | Marek Hilšer | Tomio Okamura | Josef Středula | Michael Kocáb | Tomáš Pojar | Alena Vitásková | Alexandr Vondra | Karel Janeček | Václav Klaus | Tomáš Zima | Klára Long Slámová | Ivo Mareš | Lenka Bradáčová | Vladimír Dlouhý | Jaromír Soukup | Vít Rakušan | Jiří Rusnok | Marek Eben | Jiří Drahoš | Dana Drábová | Miroslav Kalousek |
| -------------------- | -------- | ----------------- | ------------ | ---------- | ------------- | ----------------- | --------------- | -------------- | ------------ | ------------- | -------------- | ------------- | ----------- | --------------- | --------------- | ------------- | ------------ | ---------- | ------------------ | --------- | --------------- | --------------- | -------------- | ----------- | ----------- | ---------- | ----------- | ------------ | ----------------- |
| 6. 6. – 13. 6. 2022  | STEM     | 1 000+            | 20           | 16         | 9             | 9                 | 9               | 9              | 8            | 6             | 4              | 4             | 3           | 3               | 3               | —             | —            | —          | —                  | —         | —               | —               | —              | —           | —           | —          | —           | —            | —                 |
| 1. 5. – 4. 6. 2022   | Median   | 1 008             | 28,5         | 19,5       | 6,5           | 6,0               | 3,5             | —              | 5,0          | —             | 7,5            | —             | —           | 2,0             | —               | 4,0           | 3,0          | —          | —                  | —         | 2,5             | 2,0             | —              | —           | —           | —          | —           | —            | —                 |
| 1. 3. – 4. 4. 2022   | Median   | 1 093             | 25           | 20         | 7,5           | 3,5               | 5,0             | —              | 4,0          | —             | 5,0            | 1,0           | —           | —               | —               | 5,0           | 3,0          | —          | —                  | —         | —               | 2,5             | 0,5            | —           | —           | —          | —           | —            | —                 |
| 2. 3. – 4. 3. 2022   | Median   | 2 036             | 26           | 16         | 7             | 8                 | 5,5             | —              | 5            | —             | 3,5            | 2             | —           | 3,5             | —               | 5             | 4,5          | —          | —                  | —         | —               | 3               | 1              | 3,5         | 3,5         | —          | —           | —            | —                 |
| 17. 2. – 22. 2. 2022 | STEM     | 1 000             | 17           | 13         | 10            | 11                | 7               | 10             | 9            | 8             | —              | —             | —           | 4               | —               | —             | —            | —          | —                  | —         | 7               | —               | —              | —           | —           | 14         | 9           | 9            | —                 |
| 17. 1. – 19. 1. 2022 | Kantar   | 800               | 26           | 15         | 5             | 4                 | 5               | 3              | 5            | 9             | 2              | —             | —           | —               | —               | 2             | —            | —          | —                  | —         | 2               | 3               | —              | —           | —           | —          | 8           | —            | 3                 |

## Druhé kolo

### Babiš vs. Pavel

Preference kandidátů v druhém kole

| Datum                 | Agentura              | Andrej Babiš | Petr Pavel |
| --------------------- | --------------------- | ------------ | ---------- |
| 20. – 22. 1. 2023     | Median                | 42,1         | 57,9       |
| 20. – 22. 1. 2023     | Ipsos                 | 41,2         | 58,8       |
| 16. – 19. 1. 2023     | Data Collect a Kantar | 38           | 53         |
| 16. – 18. 1. 2023     | STEM                  | 42,4         | 57,6       |
| 5. – 9. 1. 2023       | Median                | 41           | 59         |
| 2. – 5. 1. 2023       | Data Collect a Kantar | 41           | 58         |
| 2. – 4. 1. 2023       | STEM                  | 43           | 57         |
| 27. – 29. 12. 2022    | Median                | 38,9         | 61,1       |
| 8. – 19. 12. 2022     | Median                | 37           | 63         |
| 5. – 14. 12. 2022     | Data Collect a Kantar | 42           | 56         |
| 29. 11. – 9. 12. 2022 | STEM                  | 47           | 53         |
| 9. 11. – 7. 12. 2022  | Median                | 41           | 59         |
| 1. 10. – 31. 10. 2022 | Median                | 41           | 59         |
| 1. 9. – 30. 9. 2022   | Median                | 41           | 59         |
| 1. 8. – 31. 8. 2022   | Median                | 42           | 58         |
| 24. 6. – 5. 8. 2022   | Median                | 40,5         | 59,5       |
| 6. 6. – 13. 6. 2022   | STEM                  | 32           | 49         |
| prosinec 2021         | Ipsos                 | 46           | 54         |
| 7. 12 – 14. 12. 2021  | STEM                  | 32           | 41         |

### Nerudová vs. Pavel
| Datum                 | Agentura              | Danuše Nerudová | Petr Pavel |
| --------------------- | --------------------- | --------------- | ---------- |
| 5. – 9. 1. 2023       | Median                | 44              | 56         |
| 2. – 5. 1. 2023       | Data Collect a Kantar | 45              | 50         |
| 2. – 4. 1. 2023       | STEM                  | 50              | 50         |
| 27. – 29. 12. 2022    | Median                | 49,3            | 50,7       |
| 8. – 19. 12. 2022     | Median                | 54              | 46         |
| 5. – 14. 12. 2022     | Data Collect a Kantar | 54              | 41         |
| 29. 11. – 9. 12. 2022 | STEM                  | 56              | 44         |

### Babiš vs. Nerudová
| Datum                 | Agentura              | Andrej Babiš | Danuše Nerudová |
| --------------------- | --------------------- | ------------ | --------------- |
| 5. – 9. 1. 2023       | Median                | 40           | 60              |
| 2. – 5. 1. 2023       | Data Collect a Kantar | 41           | 57              |
| 2. – 4. 1. 2023       | STEM                  | 43           | 57              |
| 27. – 29. 12. 2022    | Median                | 38,6         | 61,4            |
| 8. – 19. 12. 2022     | Median                | 36           | 64              |
| 5. – 14. 12. 2022     | Data Collect a Kantar | 38           | 60              |
| 29. 11. – 9. 12. 2022 | STEM                  | 43           | 57              |
| 9. 11. – 7. 12. 2022  | Median                | 40           | 60              |
| 1. 10. – 31. 10. 2022 | Median                | 43           | 57              |
| 1. 9. – 30. 9. 2022   | Median                | 45           | 55              |
| 7. 12 – 14. 12. 2021  | STEM                  | 33           | 41              |

### Babiš vs. Fischer
| Datum                 | Agentura | Andrej Babiš | Pavel Fischer |
| --------------------- | -------- | ------------ | ------------- |
| 9. 11. – 7. 12. 2022  | Median   | 48           | 52            |
| 1. 10. – 31. 10. 2022 | Median   | 48           | 52            |
| 1. 9. – 30. 9. 2022   | Median   | 46           | 54            |
| prosinec 2021         | Ipsos    | 50,6         | 49,4          |

### Babiš vs. Hilšer
| Datum                 | Agentura | Andrej Babiš | Marek Hilšer |
| --------------------- | -------- | ------------ | ------------ |
| 9. 11. – 7. 12. 2022  | Median   | 48           | 52           |
| 1. 10. – 31. 10. 2022 | Median   | 47           | 53           |
| 1. 9. – 30. 9. 2022   | Median   | 46           | 54           |

### Babiš vs. Středula
| Datum                 | Agentura | Andrej Babiš | Josef Středula |
| --------------------- | -------- | ------------ | -------------- |
| 9. 11. – 7. 12. 2022  | Median   | 55           | 45             |
| 1. 10. – 31. 10. 2022 | Median   | 50           | 50             |
| 1. 9. – 30. 9. 2022   | Median   | 47           | 53             |
| 7. 12 – 14. 12. 2021  | STEM     | 36           | 21             |

### Babiš vs. Němcová
| Datum         | Agentura | Andrej Babiš | Miroslava Němcová |
| ------------- | -------- | ------------ | ----------------- |
| prosinec 2021 | Ipsos    | 51,9         | 48,1              |

### Babiš vs. Vystrčil
| Datum         | Agentura | Andrej Babiš | Miloš Vystrčil |
| ------------- | -------- | ------------ | -------------- |
| prosinec 2021 | Ipsos    | 53,6         | 46,4           |